# Emanuel van Meteren

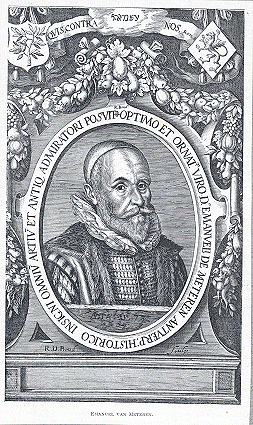
Porträt des Emanuel van Meteren im Alter von 73 Jahren, von R. D. Boud aus dem Jahre 1607

Emanuel van Meteren (* 6. September 1535 in Antwerpen; † 11. April 1612 in London; auch Emanuel von Meteren) war ein flämischer Historiker und Repräsentant der niederländischen Kaufleute in London.

## Leben
Van Meterens Vater war der Bankier Jacobus van Meteren, der frühe englische Bibelausgaben publizierte; seine Mutter die Schwester von Abraham Ortelius. Er besuchte zunächst die Schule in Antwerpen, später in Tournai und Duffel und war spätestens 1549 wieder in Antwerpen. Sein Vater hatte ihm den Handelsstand zugedacht und brachte ihn deswegen nach London, wo er sich nach dem Tod der Eltern auch für den Rest seines Lebens niederließ.
Am 2. Mai 1575 wurde er, wegen seiner vielen Reisen zwischen Antwerpen und London der Spionage verdächtig, festgenommen, jedoch kurz darauf wieder freigelassen. Nach einer Reise durch England und Irland wirkte er ab 1583 als Hauptmann und Repräsentant der niederländischen Kaufleute in London.
Sein Onkel Abraham Ortelius hatte ihn zwischen 1583 und 1596 dazu angeregt, seine historischen Sammlungen zu den Niederlanden zu einem Manuskript zu verarbeiten und zu veröffentlichen. Die Abbildungen sollten von einem Kupferstecher in Deutschland ergänzt werden. Bevor dieser jedoch seine Arbeit abschließen konnte, verstarb Ortelius, dessen Erben das Werk 1596 in Nürnberg und bald darauf in Köln in deutscher und lateinischer Sprache veröffentlichten.
Buchdrucker Johann van de Vennecool aus Delft plante, das Buch zurück ins Niederländische zu übersetzen, verwendete jedoch schließlich aus Veranlassung von van Meteren dessen ursprüngliche, niederländische Fassung. Diese Fassung erschien 1599 unter dem Originaltitel Historie der Nederlandsche ende haerder Naburen oorlogen en Geschiedenissen, zu Deutsch Geschichte der Kriege und Geschichte der Niederlande und deren Nachbarn.
Da van Meterens Werk eine detaillierte Schilderung zeitgenössischer politischer Ereignisse sowie des Achtzigjährigen Krieges zwischen den Niederlanden und Spanien enthielt, beschlagnahmten die Generalstaaten die bereits gedruckten Exemplare der niederländischen Ausgabe, gaben sie jedoch nach der Zensur wieder frei.
Um die Zensur zu umgehen, publizierte van Meteren sein zweites Buch, das im Jahre 1609 erschien, ohne Angabe des Druckortes Amsterdam. Dieses Werk berichtete von den Geschehnissen auf einer der Reisen von Henry Hudson. Auch bei einer Fortsetzung der niederländischen Geschichtsschreibung bis zum Jahre 1611 verzichtete er auf die Angabe des Druckorts.
1612 starb van Meteren in London. Weitere Ausgaben seiner Werke erschienen 1618 in Den Haag und 1670 in Amsterdam in französischer und 1604 in Arnheim, 1640 in Amsterdam und 1669 in Frankfurt am Main in deutscher Sprache.
In der Rezeption gilt van Meteren zwar als einer der besten Quellen zur niederländischen Geschichte zwischen 1590 und 1600, teilweise wird ihm jedoch vorgeworfen, parteiisch über die Katholische Kirche geurteilt zu haben.